# Торнстейн Рижия
Торнстейн Олавсон, по прякор Торнстейн Рижия (на старонорвежки: Þorsteinn rauðr), е викингски конунг, завоювал половина Шотландия през 9 в. Роден ок. 850 г., той е син на Олав Белия и на Ауд Мъдрата. Загива в сражение в Шотландия вероятно между 880 и 890 г.
След смъртта на баща му в Ирландия, Торнстейн и майка му се преместват на Хебридските острови, управлявани от неговия дядо по майчина линия Кетил Плосконосия. През 870-880 г. Торнстейн извършва няколко успешни похода в Шотландия и завладява по-голямата част от северните ѝ провинции. При едно въстание на шотландците обаче Торнстейн е убит в битка. След гибелта на Торнстейн, майка му Ауд взима децата му и се отправя първо към Оркнейските острови, където омъжва най-голямата му дъщеря Гроа, а след това за известно време пребивава на Фарьорските острови, където омъжва друга от дъщерите му, Алоф. Накрая с останалия си род и с верни хора Ауд се насочва към Брейдафиорд, Исландия, където и се заселва.
Торнстейн Рижия има няколко деца от съпругата си Турид – един син на име Олав Фейлан и няколко дъщери. Повечето от дъщерите му се омъжили в Исландия и техните потомци, както и наследниците на сина му Олав Фейлан, били сред местната аристокрация.
Въпреки че Торнстейн Рижия фигурира като персонаж в доста средновековни саги (Сага за хората от Долината на сьомгата, Книга за заселването на Исландия и др.), никога не е оспорвано, че той е действително съществувало лице. Управлението на баща му Олав Белия в Дъблин е документирано между 853 и 871 г., както и фактът, че съпругата на Тонрстейн, Турид, е действителна историческа личност и е внучка на ирландския крал Кербал Мак Дунлайнге (починал 888 г.).